# 초우 (영화)
초우(草雨)는 정진우 감독, 나한봉 각본의 1966년 한국의 흑백 영화이다.

## 줄거리
자동차 세차공인 신성일은 출세욕에 사로잡혀 있다. 그가 어느날 우연한 인연으로 주불 한국공사의 외동딸 (문희)과 사랑을 속삭이게 되었다. 그러나, 그녀 역시 정체를 숨겼을 뿐, 실은 그댁의 식모에 불과했다. 비가 와야만 멋진 레인코트를 입고 나갈 수 있기에, 멀쩡한 날에도 비오기만을 기다리는 그런 여자였다. 신성일도 명문가(名門家)의 후예(後裔)로 위장(僞裝)한 후, 둘은 가슴부푼 나날을 보낸다. 드디어 동거할 것을 결심하고 살림을 장만하려는 때, 양심에 가책을 느낀 문희가 먼저 자신의 정체를 고백한다. 모든 것이 수포화되자 신성일은 자신의 위장마저 주저함이 없이 벗어던진 채, 자기의 꿈을 깬 여인을 사정없이 후려갈긴 후 표연히 사라진다.

## 개요
풋내기 연애에 불과한 소재였지만 정진우는 깔끔한 대사 처리와 더불어 영상적 화면 조성에 힘써서, 일단 소품(小品)으로선 가작(佳作)을 만들었다. 허망(虛妄)하리만큼 깜찍한 청춘의 위장심리를 풍자한 멜로드라마였다.

## 출연

### 주연
- 강신성일
- 문희
- 트위스트 김
- 양훈

## 기타
- 조명: 박진수
- 주제가: 패티김
- 미술: 노인택